# Kazakistan al Junior Eurovision Song Contest
Il Kazakistan ha debuttato al Junior Eurovision Song Contest 2018, che è stato ospitato a Minsk, in Bielorussia.
La televisione in lingua kazaka Khabar Agency si occupa della selezione del partecipante e della trasmissione in Kazakistan.

## Storia
In occasione del loro debutto per rappresentare il Kazakistan è stata scelta Daneliya Tuleşova, già vincitrice della quarta edizione della versione ucraina di The Voice Kids nel 2017, che finirà al sesto posto con la canzone Ózińe sen. Invitato a prendere parte all'edizione successiva la nazione euroasiatica viene rappresentata da Erjan Maksim con il brano Armanyńnan qalma che, pur vincendo il voto delle giurie nazionali con un ampio margine, concluderà in seconda posizione dietro alla Polonia, vincitrice della votazione online. Nel 2020, attraverso una finale nazionale, viene selezionata Qaraqat Bashanova con il brano Forever, dedicata al padre dell'artista. Alla manifestazione la nazione euroasiatica concluderà nuovamente in seconda posizione dietro la Francia. 
Il 6 giugno 2023, la Khabar Agency annuncia che non avrebbe partecipato quell' anno.
La Khabar Agency, inizialmente mostra interesse per l' edizione 2025, ma il 12 giugno 2025 annuncia che il Kazakistan non ritornerà per quella edizione, citando costi elevati di partecipazione.

## Partecipazioni
- Primo posto
- Secondo posto
- Terzo posto
- Ultimo posto

| Anno                                    | Artista                           | Canzone                    | Lingua           | Posizione | Posizione |
| Anno                                    | Artista                           | Canzone                    | Lingua           | Finale    | Punti     |
| --------------------------------------- | --------------------------------- | -------------------------- | ---------------- | --------- | --------- |
| 2018                                    | Daneliya Tuleşova                 | Äziñe sen                  | Kazako, inglese  | 6º        | 171       |
| 2019                                    | Erjan Maksim                      | Armanyńnan qalma           | Kazako, inglese  | 2º        | 227       |
| 2020                                    | Qaraqat Bashanova                 | Forever                    | Kazako, inglese  | 2º        | 152       |
| 2021                                    | Álınur Hamzın & Beknur Jánibekuly | Ertegi álemi (Fairy World) | Kazako, francese | 8º        | 121       |
| 2022                                    | Davıd Charlın                     | Jer-Ana (Mother Earth)     | Kazako, inglese  | 15º       | 47        |
| Nessuna partecipazione dal 2023 al 2025 |                                   |                            |                  |           |           |

## Storia delle votazioni
Al 2020, le votazioni del Kazakistan sono state le seguenti: 
Punti dati
| Posizione | Stato              | Punti |
| --------- | ------------------ | ----- |
| 1         | Polonia            | 19    |
| 2         | Georgia            | 15    |
| 3         | Bielorussia        | 14    |
| 4         | Ucraina            | 13    |
| 5         | Macedonia del Nord | 12    |

Punti ricevuti
| Posizione | Stato               | Punti |
| --------- | ------------------- | ----- |
| 1         | Azerbaigian Georgia | 30    |
| 2         | Bielorussia         | 28    |
| 3         | Russia Serbia       | 27    |
| 5         | Paesi Bassi         | 25    |